# ゆめいっぱい
「ゆめいっぱい」は、関ゆみ子（現：有馬ゆみこ）の楽曲で1枚目のシングル。1990年4月21日にBMGビクター（現：ソニー・ミュージックレーベルズ）からCD (BVDR-5) とカセットテープ (BVSR-5) の2形態で発売された。

## 概要
テレビアニメ『ちびまる子ちゃん』（第1期）の初代オープニングテーマとして使用された。同作のオープニング主題歌の中で唯一、作詞が原作者のさくらももこではない。
1990年12月15日に公開されたアニメーション映画『ちびまる子ちゃん』（副題：大野君と杉山君）ではエンディングテーマとなっていた。

### 楽曲制作
作曲者の織田哲郎によると、当時のアニメ主題歌はタイアップなどによる変更が少なかったこともあり、本曲はエンディングテーマの「おどるポンポコリン」と共に「“ちびまる子ちゃんの主題歌”として固定され使われ続ける」ことを想定して作られたという。そのため、原作の「ノスタルジックな部分やセンチメンタルな部分、子どものはつらつとした要素」を本曲に込め、もう一方の「変なところやダークな要素」を「おどるポンポコリン」に込めて制作したという。
収録はTVサイズが先行して行われ、その数か月後にフルバージョンが収録された。
関はレコーディングの際、最初は区切って歌っていた「夢見ることなら めいいっぱい」の部分をディレクターの小松久による指示からノーブレスで一気に歌うことなったといい、後年には、自身の中で本曲の一番印象的なフレーズになったと述べている。
フルバージョンのサクソフォーンは勝田一樹が担当し、一度のリハーサルと本番のみでレコーディングを終えたという。

## セルフカバー
2021年、有馬 ゆみこ(関ゆみ子)名義でセルフカバー音源「ゆめいっぱい2021」が発表された。アレンジャーは有馬によりBr'zが起用され、親しまれているオリジナルの雰囲気を損なわないことに留意して編曲されたという。

## エピソード
2020年、楽天市場のテレビCMでラジオから流れる曲として本曲が使用され、歌唱は関による新録音となっている。
2024年11月20日、バラエティ番組『ラヴィット!』 (TBS) にてテレビ初歌唱された。有馬によれば、発表当時は「おどるポンポコリン」が爆発的なヒットとなった陰に隠れて機を逃してしまい、それ以来一度もテレビ番組で歌唱したことがなかったという。この出演で34年越しの初歌唱が実現した結果、同日のSNS上では「ゆめいっぱい」がトレンド3位となった。

## 収録曲
1. ゆめいっぱい
作詞：亜蘭知子 / 作曲・編曲：織田哲郎
2. もうおやすみなさい
作詞・作曲：関ゆみ子 / 編曲：大堀薫

## 収録アルバム
- 関ゆみ子 - 『TOO MANY DREAMS』（air RECORDS・BMGビクター/BVCR-7/1990年7月4日発売）※廃盤
- V.A. - 『まるまるぜんぶちびまる子ちゃん』（ポニーキャニオン/PCCA-80032/2004年10月20日発売）
- V.A. - 『COUNTDOWN BEING』（J-DISC Being/JDCV-1001～4/2005年発売）※通販限定

## カバー
ゆめいっぱい
- B.B.クィーンズ - 『おどるポンポコリン』（1990年4月4日発売）収録
  - 先に関ゆみ子が「ちびまる子ちゃん」の初代オープニングとして発表していたが、CDリリース自体はB.B.クィーンズの方が早かった。
  - スタジオ・アルバム『WE ARE B.B.クィーンズ』（1990年7月4日発売）及びベスト・アルバム『BEST OF BEST 1000 B.B.クィーンズ』（2007年12月12日発売）にも収録。

- 吉岡亜衣加 - 『パレット～吉岡亜衣加 アニソンカバー～』（2013年1月30日発売）に収録。
- ゴールデンボンバー（鬼龍院翔） - 『おどるポンポコリン』（2016年11月9日発売）収録
- 山野さと子 - 日本コロムビアの『こどものうた』のCDに収録。
- 三浦透子、筒井真理子 - 2020年、楽天市場の母の日PRのコマーシャルソングとして歌唱。
- 森口博子 with 鳥山雄司 & 柏木広樹 - 森口博子のカバーアルバム『ANISON COVERS 2』（2024年8月7日発売）に収録。
- その他、セガのUFO CATCHER DXの待機BGMとしてFM音源でカバーされたバージョンの曲が使用された。